# Paseky (okres Písek)
Paseky jsou obec v okrese Písek v Jihočeském kraji. Nachází se šest kilometrů severovýchodně od Protivína. Žije v ní 190 obyvatel.

## Historie
První písemná zmínka pochází z roku 1748.

## Obyvatelstvo
| Rok            | 1869 | 1880 | 1890 | 1900 | 1910 | 1921 | 1930 | 1950 | 1961 | 1970 | 1980 | 1991 | 2001 | 2011 | 2021 |
| -------------- | ---- | ---- | ---- | ---- | ---- | ---- | ---- | ---- | ---- | ---- | ---- | ---- | ---- | ---- | ---- |
| Počet obyvatel | 675  | 727  | 672  | 702  | 655  | 615  | 563  | 371  | 320  | 295  | 222  | 153  | 139  | 148  | 170  |
| Počet domů     | 77   | 102  | 103  | 107  | 105  | 104  | 105  | 115  | 86   | 82   | 70   | 80   | 90   | 94   | 94   |

## Obecní správa
Mezi lety 1850–1960 byly Paseky obcí v okrese Písek. V letech 1960–1990 patřily jako část obce k Tálínu a od 24. listopadu 1990 jsou opět samostatnou obcí.

### Části obce
Obec Paseky se skládá ze dvou částí, které obě leží v katastrálním území Paseky u Písku.
- Nuzov
- Paseky

V letech 1881–1907 k obci patřil i Tálín.

### Obecní symboly
Znak a vlajka byly obci uděleny rozhodnutím předsedy Poslanecké sněmovny Parlamentu České republiky dne 27. května 2008.

## Pamětihodnosti
- Návesní kaple[8]
- Kříž přímo u komunikace v obci
- Kříž poblíž obce u na křižovatky směrem na obec s datací 1891 na soklu

## Galerie

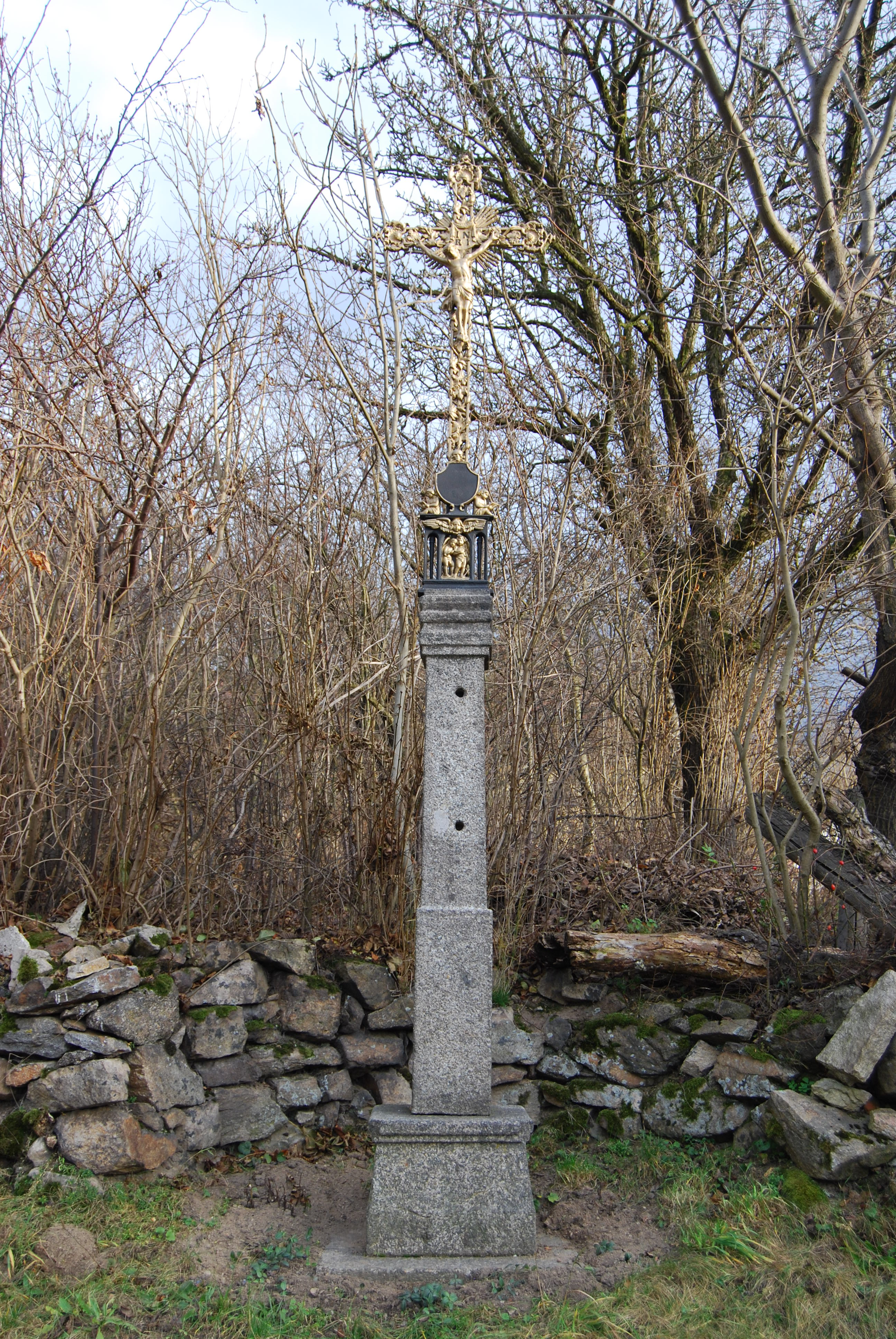
Kříž v středu obce
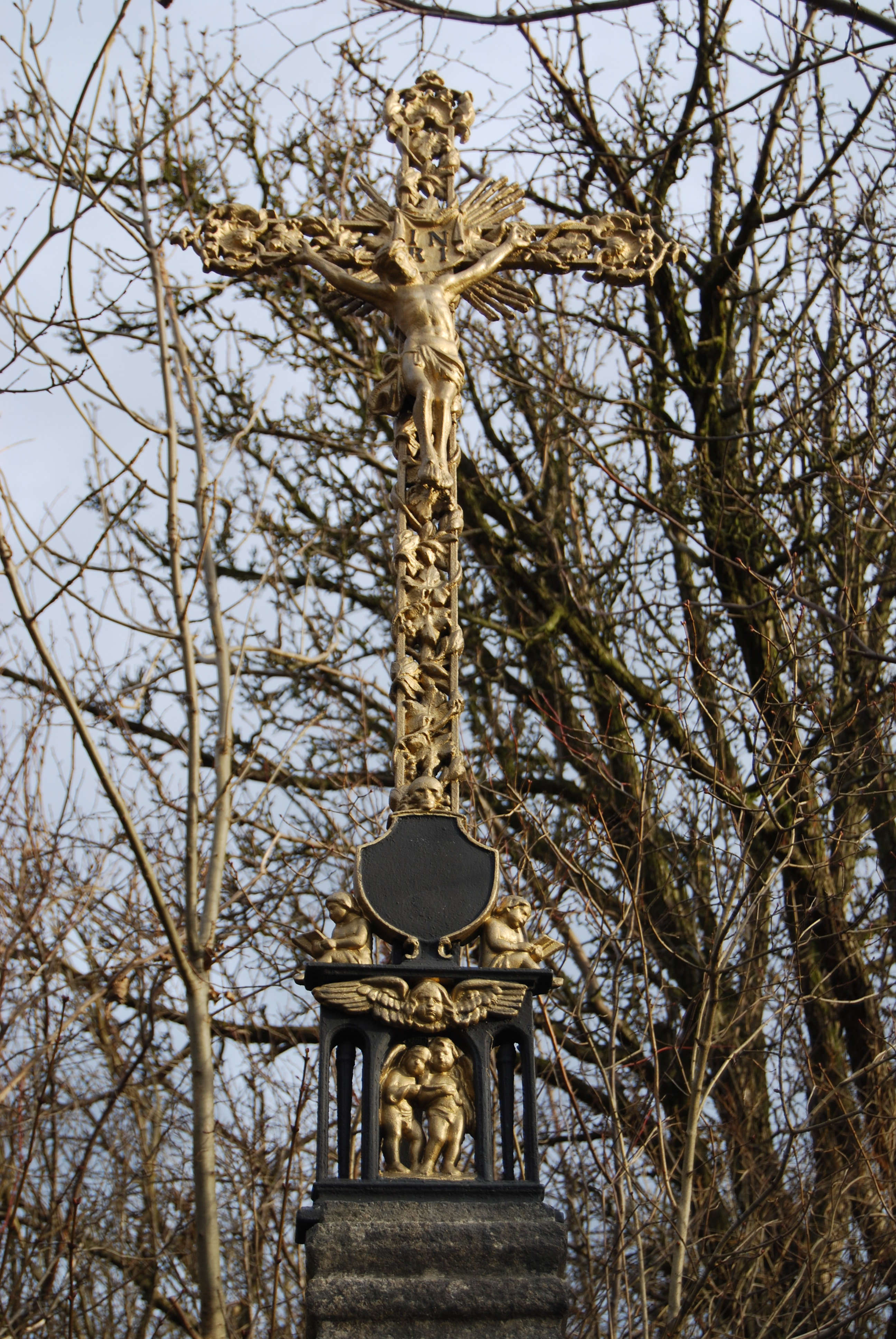
Detail horní části kříže
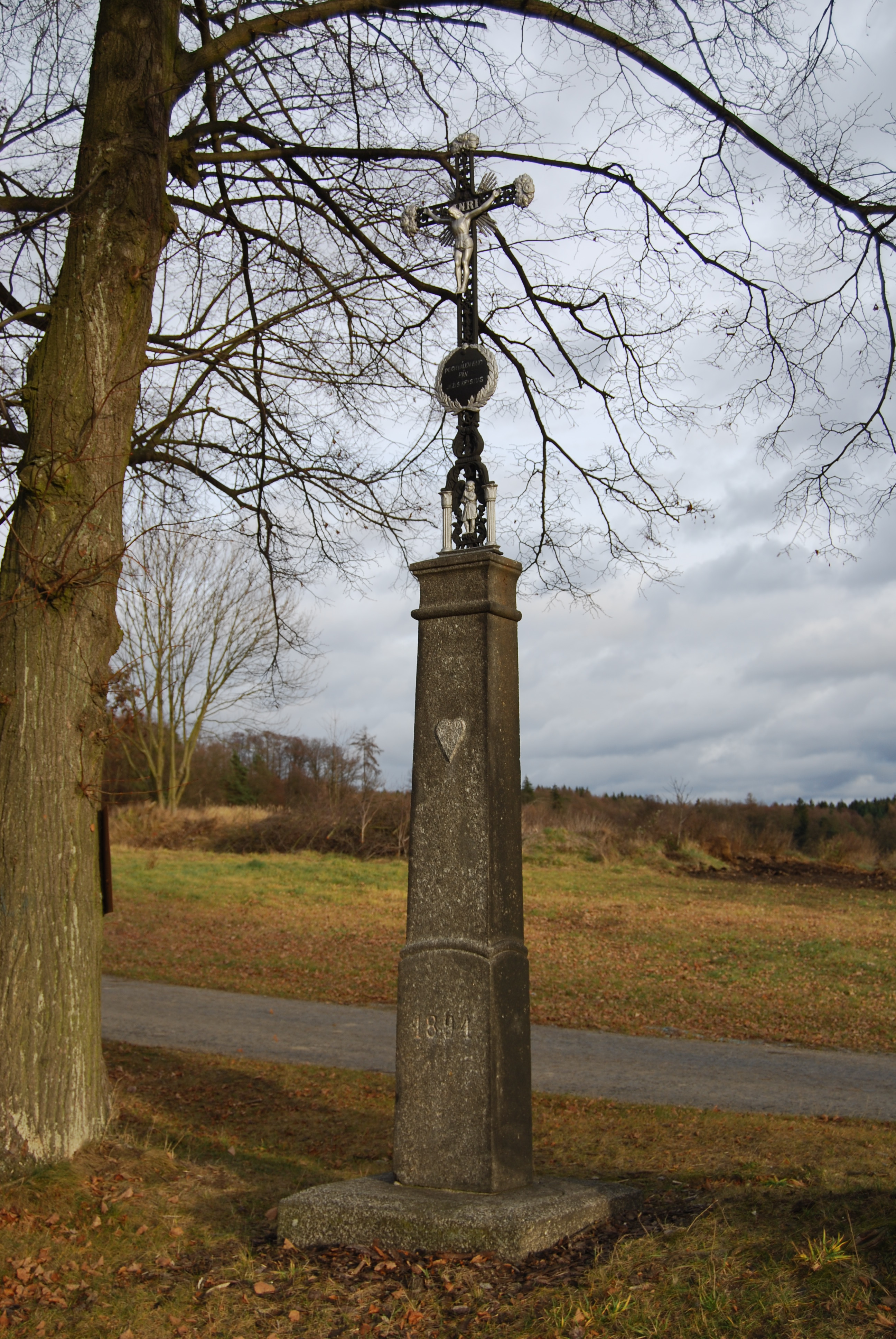
Kříž na křižovatce za obcí
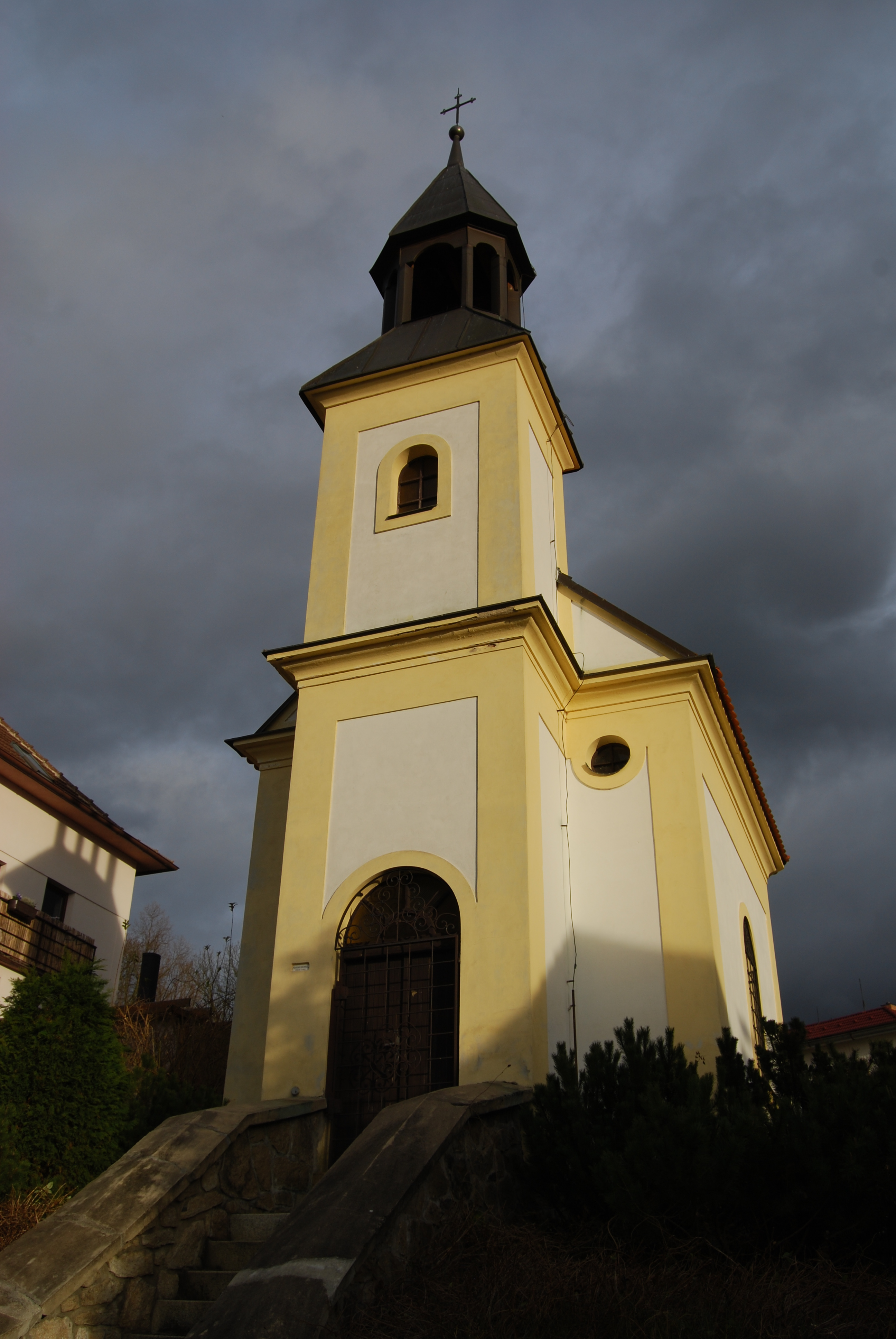
Kaplička v obci